# Mariemont (Ohio)
Mariemont és una vila dels Estats Units a l'estat d'Ohio. Segons el cens del 2000 tenia 3.408 habitants.

## Demografia
Segons el cens del 2000, Mariemont tenia 3.408 habitants, 1.463 habitatges, i 886 famílies. La densitat de població era de 1.548 habitants/km².
Dels 1.463 habitatges en un 33,3% hi vivien nens de menys de 18 anys, en un 49,3% hi vivien parelles casades, en un 9,9% dones solteres, i en un 39,4% no eren unitats familiars. En el 35,1% dels habitatges hi vivien persones soles el 14,8% de les quals corresponia a persones de 65 anys o més que vivien soles. El nombre mitjà de persones vivint en cada habitatge era de 2,26 i el nombre mitjà de persones que vivien en cada família era de 2,97.
Per edats la població es repartia de la següent manera: un 26,8% tenia menys de 18 anys, un 4% entre 18 i 24, un 31,2% entre 25 i 44, un 20% de 45 a 60 i un 17,9% 65 anys o més.
L'edat mediana era de 38 anys. Per cada 100 dones de 18 o més anys hi havia 70,8 homes.
La renda mediana per habitatge era de 57.614 $ i la renda mediana per família de 81.358 $. Els homes tenien una renda mediana de 59.400 $ mentre que les dones 38.938 $. La renda per capita de la població era de 32.897 $. Aproximadament el 3,6% de les famílies i el 5% de la població estaven per davall del llindar de pobresa.

## Poblacions properes
El següent diagrama mostra les poblacions més properes.